# Ellsworth (Minnesota)
Ellsworth és una població dels Estats Units a l'estat de Minnesota. Segons el cens del 2000 tenia 540 habitants.

## Demografia
Segons el cens del 2000, Ellsworth tenia 540 habitants, 227 habitatges, i 138 famílies. La densitat de població era de 325,8 habitants per km².
Dels 227 habitatges en un 24,7% hi vivien nens de menys de 18 anys, en un 49,8% hi vivien parelles casades, en un 6,6% dones solteres, i en un 39,2% no eren unitats familiars. En el 37,9% dels habitatges hi vivien persones soles el 18,9% de les quals corresponia a persones de 65 anys o més que vivien soles. El nombre mitjà de persones vivint en cada habitatge era de 2,19 i el nombre mitjà de persones que vivien en cada família era de 2,91.
Per edats la població es repartia de la següent manera: un 22,2% tenia menys de 18 anys, un 6,9% entre 18 i 24, un 22,2% entre 25 i 44, un 18,5% de 45 a 60 i un 30,2% 65 anys o més.
L'edat mediana era de 44 anys. Per cada 100 dones de 18 o més anys hi havia 83,4 homes.
La renda mediana per habitatge era de 28.417 $ i la renda mediana per família de 33.438 $. Els homes tenien una renda mediana de 23.875 $ mentre que les dones 18.625 $. La renda per capita de la població era de 16.098 $. Entorn del 4,5% de les famílies i el 6,1% de la població estaven per davall del llindar de pobresa.

## Poblacions més properes
El següent diagrama mostra les poblacions més properes.